# Melasina cnaphalodes
Melasina cnaphalodes är en fjärilsart som beskrevs av Edward Meyrick 1917. Melasina cnaphalodes ingår i släktet Melasina och familjen säckspinnare. Inga underarter finns listade i Catalogue of Life.